# خطة الأعمال

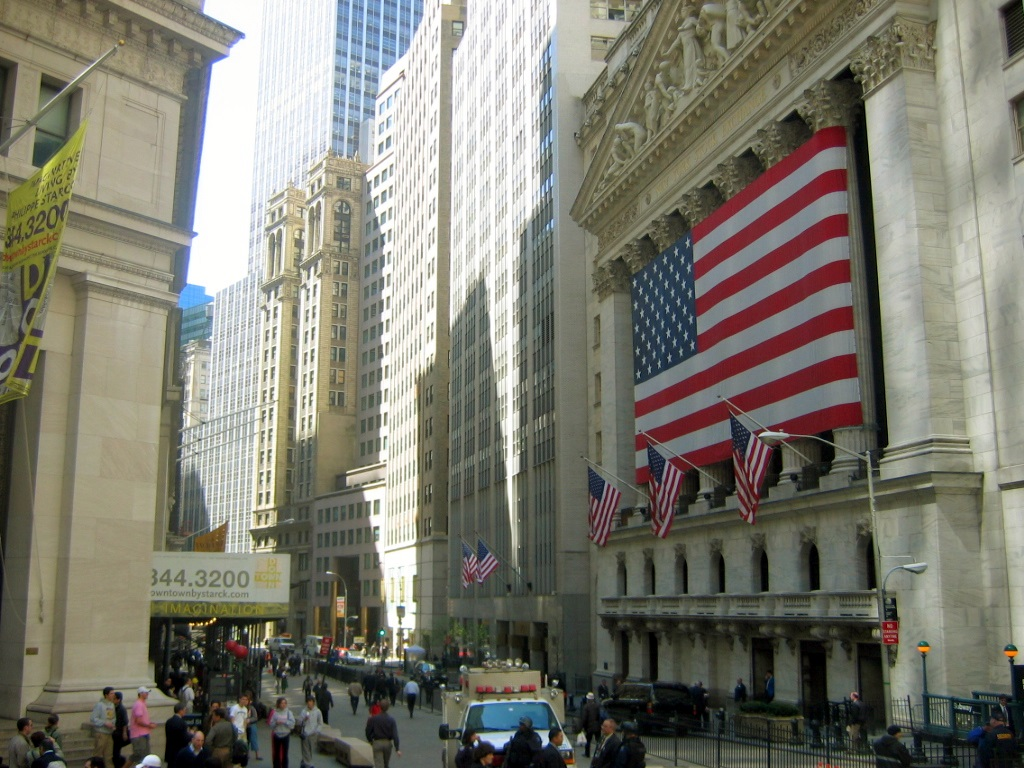

خطة العمل هي بيان رسمي لمجموعة من الأهداف التجارية، والأسباب التي تجعلهم يعتقدون بإمكانية بلوغ هذه الأهداف، والخطة اللازمة لبلوغ هذه الأهداف. كما يمكن أن تحتوي هذه الخطة على معلومات أساسية عن المنظمة أو الفريق الذي يسعى لتحقيق هذه الأهداف
كما توضح خطّة العمل مفهوم العمل، وتلخّص أهداف العمل، وتعرّف المصادر (المال والناس) التي سيحتاجها صاحب العمل، وتصف كيف سيحصل على تلك المصادر، وتخبر المخطط حول معايير نجاح العمل.
ولذلك قد تكون خطة العمل أهم وثيقة يحضرها مؤسس الشركة. فهي تساعد على توجيه السنوات الأولى للشركة المبتدئة في الاتجاه المرغوب بالإضافة إلى إعطاء المستثمرين المحتملين فكرة عن هيكلية الشركة وعن أهدافها وخططها.

## الجمهور
قد تكون خطط الأعمال موجهةً لداخل المنظمة أو خارجها. وعادةً ما تركز الخطط الموجهة للخارج على الأهداف التي تعتبر مهمة لأصحاب المصلحة الخارجيين، لا سيما أصحاب المصالح المالية. وعادةً ما تحتوي على معلومات تفصيلية عن المنظمة أو فريق العمل الذي يحاول الوصول إلى الأهداف. بالنسبة للمنظمات الربحية أو القائمة على الربح، فقائمة أصحاب المصلحة الخارجيين تضم المستثمرين والزبائن. أما أصحاب المصلحة الخارجيين بالنسبة للمنظمات غير الربحية فيشملون المتبرعين والعملاء. وأما بالنسبة الوكالات الحكومية، فإن أصحاب المصلحة الخارجيين يشملون دافعي الضرائب والعملاء الحكوميون ذوو المستويات الرفيعة، وهيئات الإقراض الدولية مثل: صندوق النقد الدولي والبنك الدولي، ومختلف الهيئات الاقتصادية التابعة للأمم المتحدة، وبنوك التنمية.
من جهةٍ أخرى، فإن خطط الأعمال الموجهة لداخل المنظمة تركز على الأهداف الوسيطة اللازمة للوصول إلى الأهداف الخارجية. حيث أنها قد تشمل تطوير منتج جديد، خدمة جديدة، نظام جديد لتقنية المعلومات، إعادة الهيكلة المالية، إعادة تأهيل مصنع أو إعادة هيكلة المنظمة. خطة العمل الداخلية غالبا ما توضع بالاشتراك مع بطاقة الأهداف المتوازنة أو قائمة عوامل النجاح الحاسمة. وهذا ما يسمح بقياس مدى نجاح أو فاعلية الخطة باستخدام مقاييس غير مالية. خطط العمل التي تحدد أو تستهدف أهدافاً داخلية، ولكنها لا توفر سوى توجيهات عامة بشأن الكيفية التي سوف يتم بها تحقيق هذه الأهداف تسمى خططاً إستراتيجية.
أما الخطط التنفيذية فإنها تصف أهداف أو غايات إحدى المنظمات الداخلية، أو أحد فرق العمل أو أحد أقسام الشركة.
و هناك أيضاً خطط المشروع، والتي تعرف أحيانا باسم إطار المشروع أو حدود عمل المشروع، والتي تصف أهداف مشروع معين. كما أنها قد تبين مكان المشروع ضمن الأهداف الاستراتيجية الأكبر للمنظمة.

## فوائد إعداد خطة العمل
- ترتيب الأفكار
- تقييم الجدوى
- فرصة للتعرف أكثر على السوق وعن قرب
- بحث الاحتمالات الممكنة لتمويل وتنفيذ وتسويق المشروع
- التخطيط ووضوح الطريق
- التحقق من الجاهزية
- استطلاع الصعوبات المتوقعة والاستعداد لها والاحتياط للطوارئ
- تحديد المتطلبات بشكل أكثر دقة وواقعية
- إظهار الجدية في العمل
- تسهيل تقييم المشروع للحصول على دعم أو تمويل أو مشاركة
- التقليل من احتمالية الإخفاق أو الفشل أو الخسائر
- التحكم وضبط التكاليف
- التنفيذ
- خطوات اعداد خطة العمل

## خطوات إعداد خطة العمل
1. وصف المشروع وأهدافه
2. دراسة السوق وتحليله من ناحية دراسة الطلب وتحليل الوضع التنافسي
3. رسم استيراتيجية خاصة لتسويق المنتج أو الخدمة المقدمة
4. الدراسة الفنية وهي خطة التشغيل والإنتاج وتشمل التالي:
  1. تحديد الطاقة الإنتاجية
  2. اختيار التكنولوجيا المستخدمة
  3. اختيار المكان والمعدات
  4. تحديد المواد والمدخلات
5. الخطة التطويرية: حيث تشمل إستراتيجية التطوير لمدة 2-3 سنوات، متضمنة تطوير المنتج أو عمليات الإنتاج، الخطة التسويقية، العملاء، والموظفين
6. دراسة الموقع وتشمل التالي:
  1. اختيار الموقع
  2. تصميم الموقع
  3. دراسة الهياكل الأساسية والمرافق والخدمات
7. دراسة التنظيم والإدارة
8. دراسة الجوانب التشريعية وتشمل التالي:
  1. الشكل القانوني للمشروع
  2. الأنظمة التي سيخضع لها المشروع
  3. الإجراءات القانونية المطلوبة لتأسيس المشروع
9. خطة تنفيذ المشروع وتشمل التالي:
  1. وضع خطة لتنفيذ المشروع
  2. متطلبات تحقيق الخطة
10. الدراسة المالية
11. التمويل: تحديد التمويل المطلوب، إستراتيجية التمويل (مستثمرون، بنوك...)
12. الملاحق: كالرسومات البيانية، والقوائم المالية وغيرها

نبدأ خطة العمل بوضع خطة بسيطة أي حوالي خمس صفحات، أو من الممكن أن تكون خطة طويلة تشمل التنبؤات لجميع أنواع السيناريوهات وتحدد طرق التعامل معهم وتتضمن عرض موجز، ومعلومات عن الملاك والإدارة، وتحليل السوق ومفاتيح النجاح، لمعرفة ما إذا كان هناك عمل جدير بالمتابعة.
ولكن الأكثر أهمية في الخطة هي تحليل التدفق النقدي وتفاصيل محددة للتنفيذ.
والتدفق النقدي هو أمر مهم للشركة لأنه عادة ما يساء فهمه على الأرباح. أما تفاصيل التنفيذ هي التي تجعل الأشياء تحدث، فالاستراتيجيات الخاصة بالشركة وتنسيق الوثائق هي مجرد نظرية إلا إذا كانت إسناد للمسؤوليات، مع التواريخ والميزانيات، ومتابعة النتائج.

## أثر التجارة الإلكترونية في تطور خطط العمل
إن التكنولوجيا لا تحقق أهدافها إلا إذا أقبل الناس عليها، واندمجوا في مجالاتها وامتزجت بنسيجهم الاجتماعي، وصارت قربية منهم لا تفرق بين صغير وكبير، ولا يكون ذلك إلى إذا فتحت هذه التكنولوجيا أبوابها للناس على اختلاف قدراتهم، فوجدوا أنفسهم فيها ووجدت هي نفسها فيهم.
وتعد التجارة الإلكترونية من أهم نتائج تكنولوجيا المعلومات في هذا العصر، وقد أدى استخدامها في المعاملات التجارية إلى تغيرات اقتصادية، واجتماعية، ونفسية، وأفرزت نمطاً جديداً من التسوق، والوظائف، وخلقت فرص عمل جديدة، وغيرت بيئة العمل التقليدية. فالتحدي الذي يواجه المنظمات هو كيفية نقل هذه التكنولوجيا ودمجها داخل المجتمع.
فالتكنولوجيا الملائمة هي مزج إبداعي بين مزايا ما وصلت إليه التكنولوجيا الحديثة والممارسات التقليدية الفعالة، من أجل ابتكار حلول تسمح للناس بالعيش في راحة ورفاهية.
لابد من التنويه إلى أن قطاع ا لتجاره اللأ لكترونية وتكنولوجيا المعلومات يمثل في نظر كثير من المفكرين وصانعي السياسات ورجال الأعمال فرصة ذهبية للدول النامية إذا ما أحسن استغلالها وتوظيفها، من اجل تحقيق خطط عمل مستقبليه للوصول إلى أفضل المستويات العالمية عن طريق التخطيط الفعال. ولا يقتصر تأثير هذا القطاع على التغيير والتطوير الجذري لجميع القطاعات الاقتصادية الأخرى فقط، بل إنه يوفر فرصا جادة لقفزات اقتصادية كبرى، إذا ما أحسن استغلاله من خلال التخطيط والتنظيم.

## مسابقات خطط الأعمال
تنظم بعض الجهات المهتمة والمشجعة لريادة الأعمال مسابقات لتشجيع المبادرين على الابتكار وكتابة خطط الأعمال والبدء بمشاريع ريادية وعادة ما تقدم جوائز نقدية كبيرة يمكن لرائد الأعمال استخدامها لتمويل مشروعه ومن أهم هذه المنافسات مسابقة الـ 100 ألف دولار لخطط الأعمال وهي منافسة يرعاها معهد ماساتشوستس للتكنولوجيا ولها نسخة عربية ينظمها منتدى MIT لريادة الأعمال في العالم العربي 